# His Hand in Mine
His Hand in Mine är ett studioalbum och gospelalbum av den amerikanske sångaren och musikern Elvis Presley. Det är hans tolfte album och det utgavs av RCA Victor i både mono och stereo (LPM/LSP 2328) den 23 november 1960. Inspelningen av albumet ägde rum från kvällen den 30 till morgonen den 31 oktober 1960 i RCA:s studio B i Nashville, Tennessee.
Det var det första av tre gospelalbum som Elvis Presley gav ut under sin livstid och markerade en personlig milstolpe för honom. Han hade länge uttryckt en önskan om att få spela in ett helt album med den sortens mindre kommersiella typ av religiös och andlig musik som hade inspirerat honom under hela uppväxten och som han älskade. Albumet bestod av en blandning av traditionella muntra och mer sakrala, allvarliga låtar. Det innehöll en och annan spiritual, många gospellåtar arrangerade i sydstatsgospelstil, snabba nästan rockiga nummer och stillsamma ballader. Albumet fick sitt namn från gospelklassikern "His Hand in Mine".
His Hand in Mine togs väl emot av både kritiker och publik. Trots att det var ett gospelalbum nådde det plats 13 på Billboards albumlista i USA. På den konkurrerande Cashbox-listan nådde det plats 25, medan det i Storbritannien som bäst placerade sig på plats 3 på UK Albums Chart. Försäljningen var initialt måttlig men stadig över tid, och 1969 certifierades albumet guld och 1992 platina av Recording Industry Association of America (RIAA) för en försäljning av över en miljon exemplar i USA.

## Bakgrund
År 1957 spelade Elvis Presley in EP:n Peace in the Valley med fyra andliga eller sakrala sånger. Men han hade länge haft en ambition att spela in ett helt album som en hyllning till sin kristna tro – till den musik som först hade inspirerat honom och som han i grunden älskade mest. Därför fick han, efter sin hemförlovning från det militära sensommaren 1960, möjlighet att genomföra detta. Projektet låg i linje med skivbolaget RCA:s strategi – nästan varje framgångsrik countrysångare hade någon gång under sin karriär spelat in ett gospelalbum. Det låg också i linje med Elvis manager Tom Parkers ambition att marknadsföra Elvis till en bredare publik. Den nya familjefilmen G.I. Blues och albumet med samma namn hade båda nått stor framgång. Elvis hade, genom sitt publikdragande tv-framträdande i "The Frank Sinatra Timex Show", fått stor publicitet, och den nya singeln "It's Now or Never" hade blivit en enorm hit. För Parker framstod ett gospelalbum som ett idealiskt verktyg för att befästa bilden av en mogen och familjevänlig Elvis Presley.
Inför inspelningen gick musikförlaget Hill & Range tillsammans med Elvis igenom det material han ville spela in. De säkrade rättigheterna till ett antal låtar, däribland flera av hans personliga favoriter. När inspelningarna väl tog sin början, bytte Elvis dock ut flera av de låtar där rättigheter redan hade säkrats mot andra som han då föredrog – en omvärdering som skedde i stunden.

## Inspelningarna, musikerna och albumet
I augusti 1960 påbörjade Elvis Presley inspelningen av filmen Flaming Star. Eftersom inspelningen drog ut på tiden sköts datumet för gospelsessionen upp flera gånger. Inspelningarna ägde rum i RCA:s studio B i Nashville i Tennessee. De tog sin början den 30 oktober 1960 klockan halv sju på kvällen, och pågick till nästa morgon, den 31 oktober, klockan åtta. Elvis hade två veckor tidigare brutit lillfingret under en touch football-match och kom med handen i bandage.
Det var samma musiker på plats som vid den föregående Nashvillesessionen i april, då albumet Elvis Is Back! färdigställdes: Scotty Moore och Hank Garland på gitarr, Bob Moore på ståbas, D. J. Fontana och Buddy Harman på trummor, Floyd Cramer på flygel och Boots Randolph på saxofon. Som brukligt vid denna tid deltog gospelgruppen The Jordanaires med bakgrundssång och spelade en stor roll vid dessa inspelningar. Charlie Hodge, som sjungit stämsång med Elvis på en låt under Elvis Is Back!-sessionen, gjorde det denna gång på tre låtar. Dessutom deltog sopranen Millie Kirkham – som tidigare, i september 1957, hade bistått vid inspelningarna av Elvis' Christmas Album – även denna gång med bakgrundssång.
Inspelningarna gjordes under ett drygt tolv timmar långt nattpass där sammanlagt 14 låtar spelades in. Tolv av dessa valdes ut till albumet His Hand in Mine. De två övriga var "Surrender" – som blev den nya singeln och en stor internationell hit som toppade listorna även i USA – och "Crying in the Chapel", som förblev outgiven fram till 1965 då också den gavs ut på singel och blev en stor internationell hit.
Elvis kände till och älskade gospelmusik i många olika uttryck – hans förtrogenhet med afroamerikanska musiktraditioner var nästan lika djup som hans kunskap om den vita söderns musikaliska arv. Med detta album kunde han hylla de grupper vars musik hade inspirerat honom under hela uppväxten. De låtar han valde hade framför allt framförts av de kristna sydstatsgospelkvartetterna The Blackwood Brothers och The Statesmen Quartet, samt av den afroamerikanska vokalgruppen Golden Gate Quartet, verksam inom den rytmiskt drivna jubilee-gospeltraditionen.
Från The Statesmens repertoar valde Elvis att spela in "His Hand in Mine", "He Knows Just What I Need", "I Believe in the Man in the Sky" och "Known Only to Him". På de tre första av dessa hade Jake Hess sjungit solopartierna, och han var måhända den sångare som var den största förebilden för Elvis, som upprepade gånger uttryckt sin beundran för honom. "If We Never Meet Again", "Mansion Over the Hilltop" och "In My Father's House" var tre lugna och liknande låtar som hade populariserats av The Blackwood Brothers. Tillsammans med The Statesmen var de Elvis föräldrars, Vernon och Gladys Presleys, favoritgrupp. Elvis hade strax innan han slog igenom på Sun Records provsjungit för Blackwood Brothers ungdomsgrupp, Songfellows, men inte blivit antagen. Efter Elvis första lokala genombrott tänkte de om, men Elvis tackade då, på inrådan av sin far, nej. Vid tiden för Elvis inspelning var hans senare bakgrundssångare J. D. Sumner en av gruppens medlemmar.

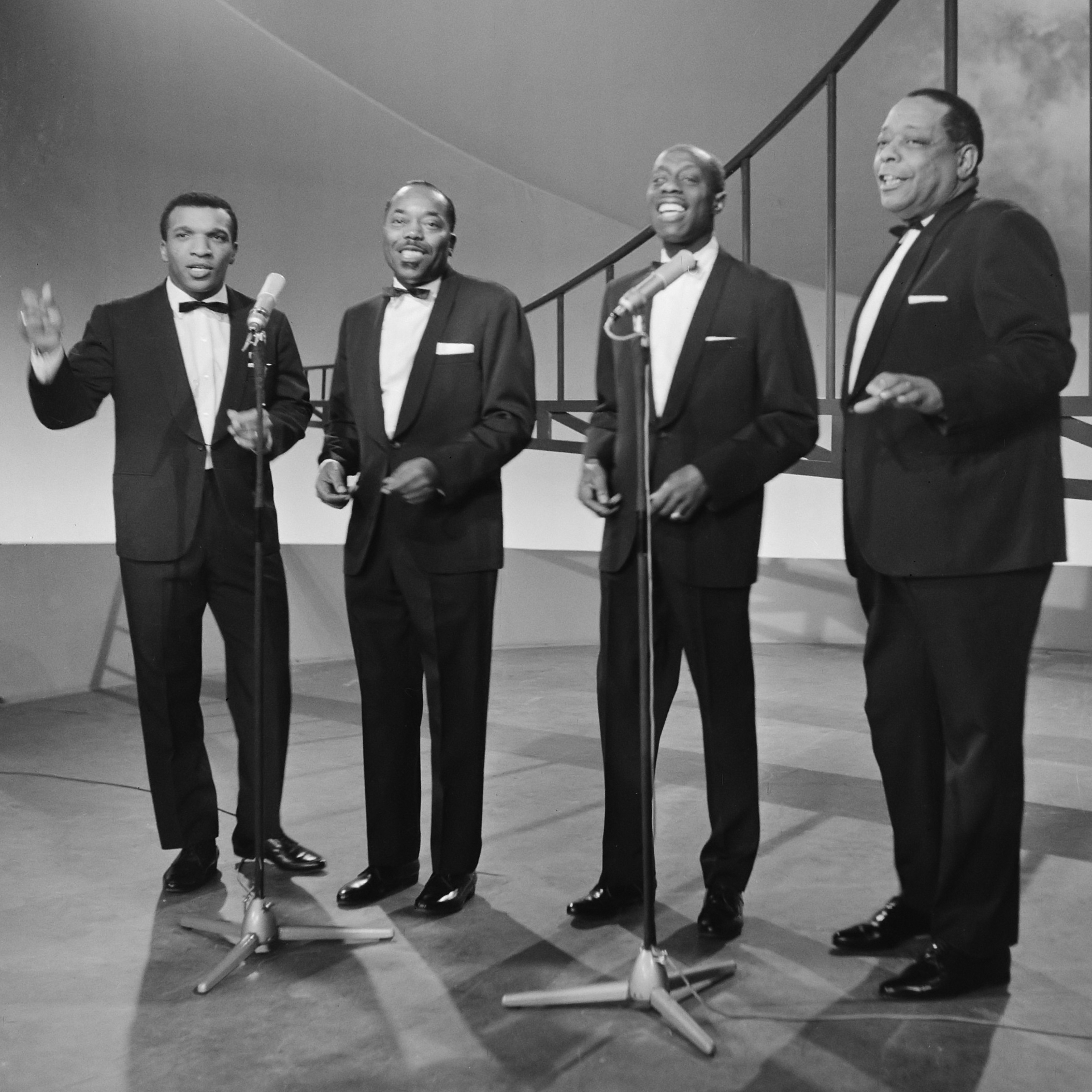
The Golden Gate Quartet (1964). Från vänster: Clyde Wright, Orlandus Wilson, Clyde Riddick och Caleb Ginyard. Elvis spelade in "Joshua Fit the Battle" och "Swing Down Sweet Chariot" ur gruppens repertoar.

The Golden Gate Quartet var en grupp som hans vän från värnpliktstiden, Charlie Hodge, hade introducerat honom till. Från deras spiritualrepertoar spelade Elvis in "Joshua Fit the Battle" och "Swing Down Sweet Chariot". Två av de snabbare låtarna, "I'm Gonna Walk Dem Golden Stairs" och "Working on the Building", hade spelats in av gospelgruppen The Jordanaires, som också bistod med bakgrundssång på sessionen. Och slutligen var "Milky White Way" en gospelklassiker som den afroamerikanska gospelkvartetten The Trumpeteers hade haft en hit med.
His Hand in Mine-albumet fick ett helt annat uttryck än den allvarsamma EP:n från 1957, genom att blanda traditionella muntra gospellåtar med mer seriösa sakrala ballader. Det blev ett viktigt album för Elvis eftersom det gav honom möjlighet att spela in den mindre kommersiella typ av religiös musik som han hade hört i kyrkorna, som utgjorde hans barndoms musikaliska influenser och som han älskade, och därmed åstadkomma något han sett fram emot i flera år. Albumet räknas också till hans mer artistiska verk, och visar på hans kreativa utveckling under de tre år som förflutit sedan han senast spelade in låtar av denna karaktär. Det klarade sig förvånansvärt bra på topplistorna med en 13:e plats på poplistan i USA, och förblev under lång tid ett album som sålde jämnt och stadigt i katalogen.

## Komposition, stil och texter

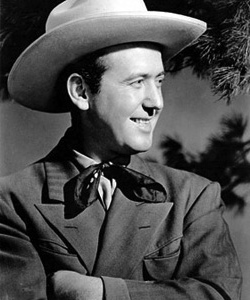
Red Foley, vars inspelning av "Milky White Way" 1950 inspirerade Elvis till tolkningen av låtens avslutning.

"Milky White Way", skriven av Lander Coleman, gavs första gången ut 1944 av gospelgruppen The Coleman Brothers, och blev en stor hit 1947 med gospelkvartetten The Trumpeteers. Under slutet av 1940-talet och början av 1950-talet ledde The Trumpeteers ett dagligt radioprogram med gospelmusik, där "Milky White Way" fungerade som signaturmelodi. Elvis spelade in denna gospelstandard i sju tagningar på kvällen den 30 oktober 1960.

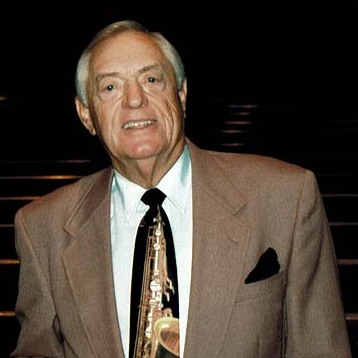
Boots Randolph (1997), som spelade saxofon i takt med basgången på "Milky White Way".

Flera artister hade spelat in den tidigare, men Elvis lät sig främst inspireras av The Trumpeteers version, som han hade i sin skivsamling, samt av Red Foleys tolkning från 1950, där The Jordanaires medverkade som bakgrundssångare och vars avslutning Elvis efterliknade. Han anpassade dock arrangemanget till sin egen stil, bland annat genom att ge balladen en bluesinfluerad karaktär med tonala glidningar.
Sången beskriver en ensam själ som vandrar mot himlen längs en stjärnströdd väg, och Colemans text uttrycker en längtan efter att återse sin bortgångna mor och få ställa sina frågor inför Gud. Elvis egen mor, Gladys Presley, hade avlidit drygt två år före inspelningen, och även om sången har ett personligt tema sjunger Elvis textraden om att få möta sin mor i himlen med ett påfallande lugn, utan sentimentalitet. Framförandet är i gospelstil och präglas av tydlig tonsäkerhet, där Elvis röst harmonierar med The Jordanaires stämmor och Millie Kirkhams ljusa sopran. Låten ges ett jordnära, långsamt sväng med blueskänsla, där Boots Randolph spelar saxofon i takt med basgången och Floyd Cramer bidrar med ett återhållsamt, jazzinfluerat pianospel.

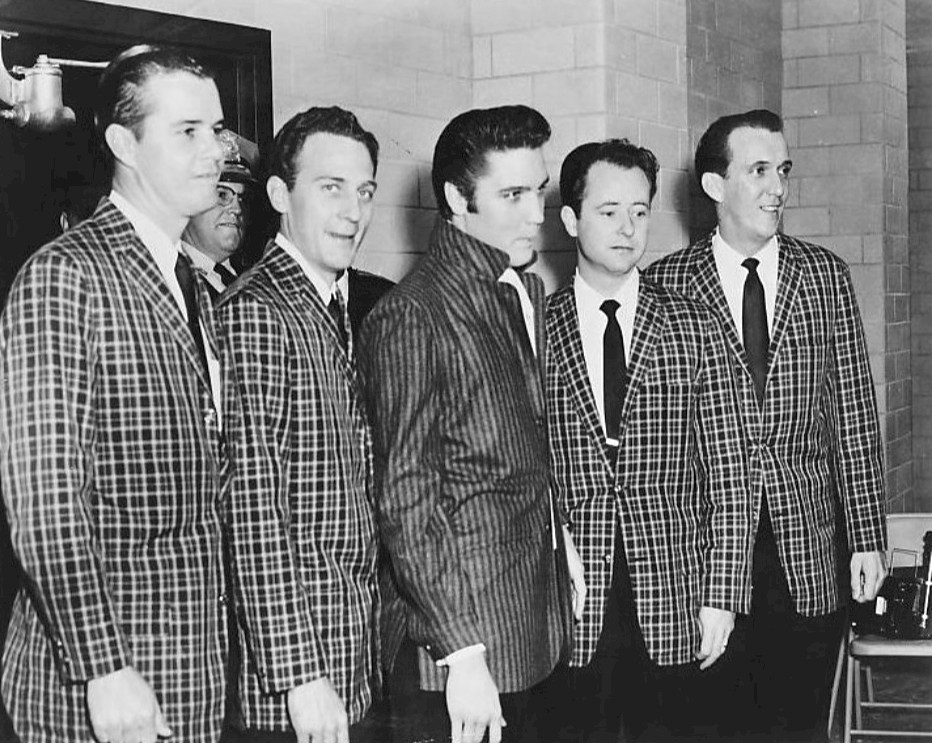
Elvis Presley och sånggruppen The Jordanaires i mars 1957. Från vänster: Neal Matthews (andretenor och leadsångare), Hoyt Hawkins (baryton och leadsångare), Elvis Presley, Gordon Stoker (förstetenor) och Hugh Jarrett (bassångare). Året därpå ersattes Jarrett av Ray Walker som gruppens nye bassångare.

"His Hand in Mine", skriven av Mosie Lister under hans tid i The Statesmen Quartet och först inspelad av gruppen 1953, var nästa låt att spelas in och kom att ge namn åt albumet. Även om Elvis inspirationskälla för låten var The Statesmens originalinspelning, gjorde han subtila förändringar i förhållande till deras arrangemang. Han rörde sig mer dynamiskt över tonskalan och stundtals nästan viskade i mikrofonen. Vid inspelningen av Elvis Is Back! tidigare under året hade Elvis nyfunne vän, tenorsångaren Charlie Hodge, sjungit stämsång med honom på "I Will Be Home Again". Under dessa inspelningar sjöng han ånyo stämsång med Elvis på tre av låtarna, däribland på "His Hand in Mine". Låten växlar mellan partier där Elvis sjunger med sin basstämma och andra där han använder sitt högre register i duett med Charlie Hodge. Den innerliga tolkningen förstärks av The Jordanaires och Millie Kirkhams bakgrundssång. Totalt gjordes fem tagningar av låten och masterversionen blev en sammanslagning av tagning 5 och slutet från tagning 4.

"I Believe in the Man in the Sky", skriven av Richard Howard, var ytterligare en låt från The Statesmen Quartets repertoar som Elvis valde att spela in till albumet. Elvis beundrade solisten Jake Hess i The Statesmen Quartet och gjorde här en nära tolkning av deras inspelning. Den främsta skillnaden låg i det återhållsamma ackompanjemanget.
Låten sticker ut i sammanhanget eftersom Elvis lät medlemmarna i The Jordanaires framföra versen själva, med endast ett sparsmakat komp, innan han själv tog över refrängen. Han använde hela sitt omfång i den krävande melodin – återigen i sitt övre register. Vid inspelningstillfället medverkade Charlie Hodge med stämsång, precis som på "His Hand in Mine".

"He Knows Just What I Need" var ytterligare en ballad som The Statesmen Quartet hade spelat in och ännu ett bidrag skrivet av Mosie Lister. "He Knows Just What I Need" tillhörde inte de livfulla andliga sångerna som lättare kunde tilltala även en icke-troende, utan hade ett mer återhållsamt och allvarstyngt uttryck med en uttalat kristen text. Den arrangerades med stor varsamhet. Det var det tredje bidraget där Charlie Hodge deltog på stämsång. Låten krävde att hans tenorstämma gick sig så högt att den nästan brast, och till slut tappade han rösten så att sopranen Millie Kirkham tvingades ta över det partiet i låten.
"Surrender": När det efter utgivningen av "Are You Lonesome Tonight?" inte längre fanns något nytt material kvar för en A-sida på singel, behövde åtminstone en ny poplåt spelas in under denna session. Som nästa låt spelade Elvis därför in "Surrender", en engelsk anpassning av den italienska låten "Torna a Surriento".

"Mansion Over the Hilltop", skriven av den amerikanske gospelkompositören Ira Stanphill, var en ballad populariserad av The Blackwood Brothers. Med "Mansion Over the Hilltop" riktade Elvis sitt intresse mot mer countryfärgad religiös musik. Elvis sjöng verserna solo och refrängen tillsammans med kören.

"In My Father's House (Are Many Mansions)", skriven av Aileene Hanks, var också en ballad som populariserades av Blackwood Brothers genom en inspelning från 1954. Låten inleds med att Elvis sjunger en hel refräng som en del av The Jordanaires, därefter följer en vers där han sjunger solo innan han lämnar över till gruppens bassångare Ray Walker för en sektion. I slutet återvänder Elvis till ensemblen och sjunger återigen tillsammans med gruppen.

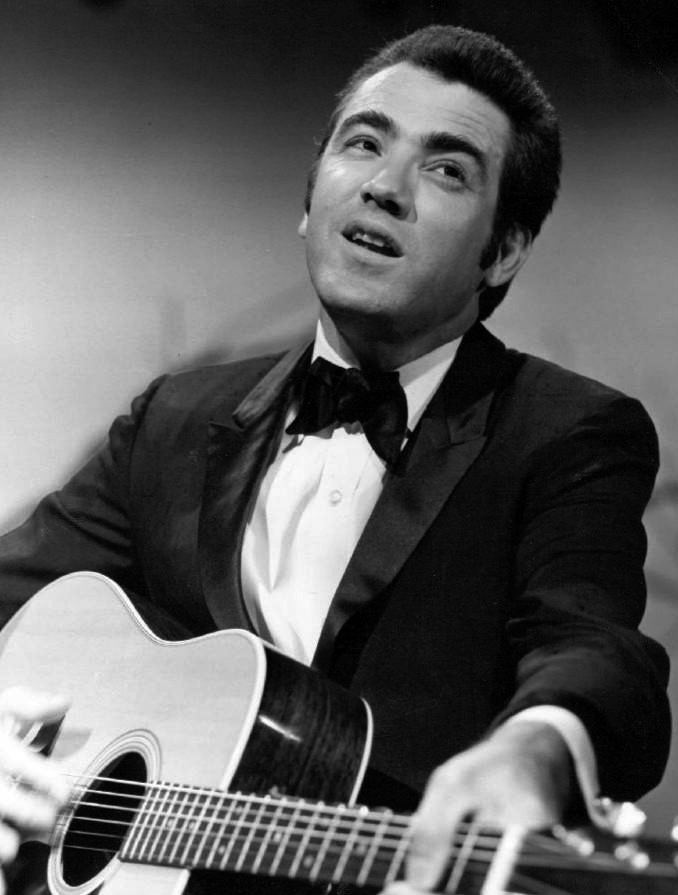
Jimmie Rodgers (1968), som strax innan Elvis spelade in "Joshua Fit the Battle" hade släppt en egen lätt svängig tolkning av låten.

"Joshua Fit the Battle" innebar ett skifte i materialet och ny energi åt inspelningarna. Låten, som förekommer under olika men likartade titlar, kan dokumenteras så tidigt som i mitten av 1800-talet. Med sin berättelse om Gamla testamentets Josua och slaget vid Jeriko har den framförts i både kyrkor och synagogor.
När Elvis tog sig an denna gamla spiritual hade åtminstone tjugo versioner redan givits ut, bland dem popartisten Jimmie Rodgers lätt svängiga tolkning från våren 1960 och The Jordanaires från 1950. Men den troligaste förebilden för Elvis tolkning var den afroamerikanska gospelgruppen Golden Gate Quartets version från 1946. Charlie Hodge hade under militärtjänstgöringen i Tyskland introducerat Elvis till gruppens fartfyllda och smittsamt rytmiska nummer i jubilee-traditionen.
Elvis arrangerade om och vidareutvecklade låten som blev en hyllning till hans egen musikaliska uppväxt. Han framförde den både med energi och i en lekfull stil.

"Swing Down Sweet Chariot" var det andra numret Elvis hämtade ur Golden Gate Quartets repertoar, och liksom "Joshua Fit the Battle" framfördes denna spiritual i ett medryckande tempo. Elvis hade under en permission i januari 1960 sett The Golden Gate Quartet uppträda i Paris, och han hade träffat dem backstage där de tillsammans hade sjungit bland annat "Swing Down Sweet Chariot". Trots titelns likhet med den traditionella mer allvarliga spiritualen "Swing Low, Sweet Chariot", som den troligen också är en bearbetning av, präglades den i stället av ett livfullt, rytmiskt och nästan rockigt uttryck.

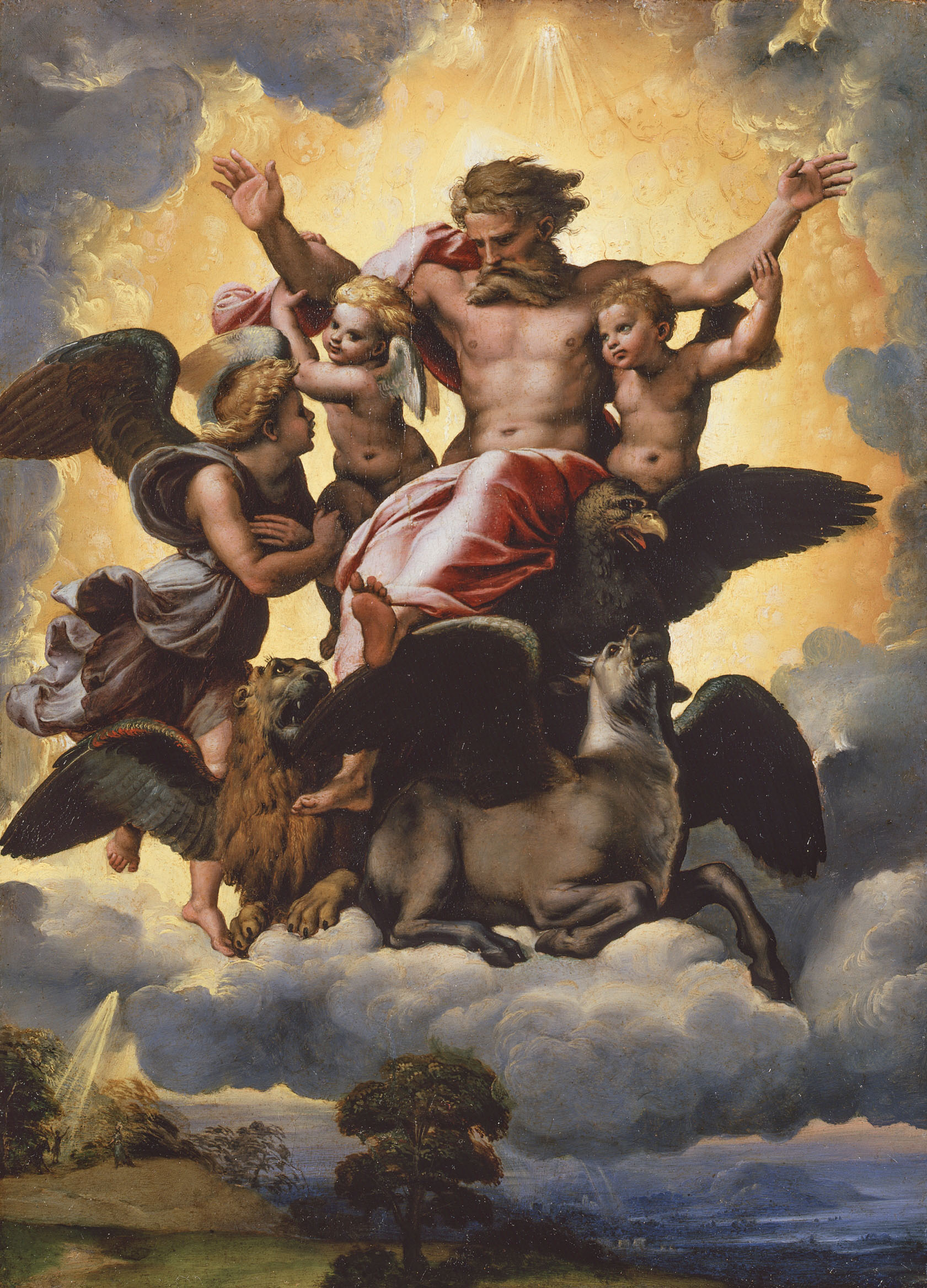
Hesekiels kallelsevision – målning av Rafael.

Med The Jordanaires täta stämsång bakom sig, förvandlade Elvis denna berättelse om den gammaltestamentliga profeten Hesekiels kallelsevision till ett gungande gospelnummer med en anstrykning av rock'n'roll, i vad som har beskrivits som ett av hans mest berättande framföranden i folkberättartraditionen. Trots att låtarna på albumet låg Elvis så varmt om hjärtat, kom han under resten av sin karriär att framföra endast "Swing Down Sweet Chariot" live, och enbart vid tre tillfällen under 1961. Däremot kom han att spela in en än mer energifylld version i oktober 1968 för filmen The Trouble with Girls.

"I'm Gonna Walk Dem Golden Stairs" hade skrivits av The Jordanaires tidigare bassångare Cully Holt, och gruppen hade spelat in den 1949. Det var The Jordanaires andra bidrag i jubilee-traditionen. Efter att ha avslutat inspelningen av "Swing Down Sweet Chariot" anslöt sig Elvis till dem och första tagningen av "I'm Gonna Walk Dem Golden Stairs" valdes till master. Låten förmedlar en tro på livet efter detta och fungerar som tröst för närstående i sorgen efter en nyligen bortgången kär person. Med inlevelse och känsla, och med en antydan till rock'n'roll-betonad frasering, gav Elvis låten en personlig prägel.

"If We Never Meet Again", skriven av Albert E. Brumley, var ännu en låt som hade populariserats av The Blackwood Brothers. Det rörde sig om en ballad i tretakt, och Elvis spelade in sin version i en enda tagning. Hans tolkning skilde sig dock tydligt från The Blackwood Brothers version – i stället gav han sången ett mjukare och mer melodiöst uttryck, där hans röst flöt samman med The Jordanaires stämsång.

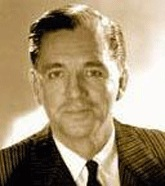
Stuart Hamblen, som skrev "Known Only to Him".

"Known Only to Him", skriven av Stuart Hamblen, upphovsman också till "It Is No Secret", är en ballad i tretakt som tidigare hade spelats in av både The Statesmen och The Blackwood Brothers. Elvis valde att spela in hymnen som en uttrycklig hyllning till Jake Hess, tidigare förstesångare i The Statesmen och en av de sångare han beundrade mest. Elvis inspelning är känsligt arrangerad och väl framförd, som vore det under en gudstjänst, med Elvis i sitt övre röstregister. Vid Elvis begravningsceremoni i augusti 1977 medverkade Jake Hess och framförde då "Known Only to Him".
"Crying in the Chapel", skriven av Artie Glenn, spelades först in 1953 av hans son, countrysångaren Darrell Glenn. Med denna inspelning nådde Darrell Glenn topp 10 på Billboards singellista. Elvis inspelning av låten kom inte med på His Hand in Mine-albumet, kanske för att den med sin mer poporienterade stil och något annorlunda känsla inte ansågs passa in med de övriga låtarna, men troligen för att Elvis inte var nöjd med inspelningen. På inspelningsloggen finns angivet att ingen godtagbar master spelades in. Men år 1965, när RCA letade febrilt i sina arkiv efter outgivet material, betraktades den som tillräckligt bra för utgivning, och när den då släpptes på singel nådde den stora framgångar på listorna världen över. År 1967 togs den också med som ett bonusspår på Elvis andra gospelalbum, How Great Thou Art.

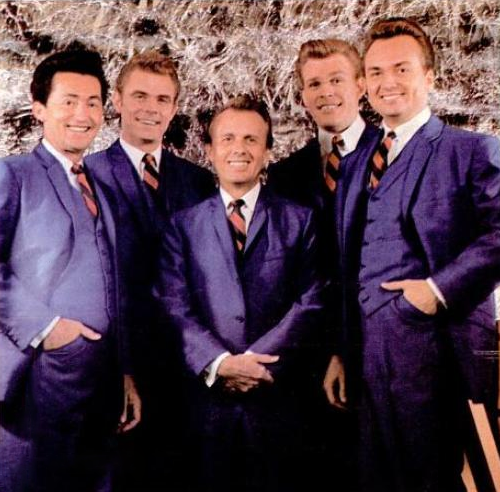
The Blackwood Brothers sent 1965. Elvis spelade in "If We Never Meet Again", "Mansion Over the Hilltop", "Known Only to Him" och "In My Father's House" ur gruppens repertoar.

"Working on the Building" tillskrivs Lillian Bowles och Winifred O. Hoyle, men deras version representerar sannolikt en bearbetning eller ett arrangemang av en äldre traditionell afroamerikansk spiritual. Denna gospellåt spelades in redan på 1930-talet, bland annat av The Blackwood Brothers, och var en av Elvis personliga favoritlåtar.
Det var dock Gordon Stoker i The Jordanaires som påminde honom om en av sin egen grupps mest populära låtar (de hade spelat in den 1950), när de på morgonen ännu saknade en sista låt till albumet. Låtens budskap anknyter till vers 3:10 i Första Korinthierbrevet, där Paulus skriver att han, tack vare Guds nåd, har "som en klok byggmästare lagt en grund som någon annan bygger vidare på." Sången bygger på en lång tradition av rundsång och har en böljande, nästan vaggande rytm. En version av den kom också att bli en standardpsalm i frikyrkliga sammanhang, vilket sammantaget innebär att Elvis mycket väl kan ha känt till den sedan barndomen.
"Working on the Building" var en av albumets snabbare låtar. Arrangemanget och kompet var sparsmakat, och Elvis inledde sången lågmält och mjukt, med The Jordanaires i stämsång bakom. Allt eftersom låten fortskred tonade Elvis solosång gradvis bort och smälte samman med gruppens. Tempot och intensiteten ökade successivt, och tillsammans med kör och komp byggde sången till en intensiv avslutning, där resultatet i hög grad präglades av The Jordanaires, inte bara av Elvis.
Klockan åtta på morgonen avslutades sessionen med detta fjortonde inspelade spår, varav tretton var klara för utgivning. Den korta, energiska "Working on the Building" placerades också som sista låt på skivan, varmed den fick en hoppfull och glad avslutning i kontrast till den inledande eftertänksamma "His Hand in Mine".

## Utgivning och marknadsföring

### Albumets placeringar
Albumet His Hand in Mine utkom den 23 november 1960. Det debuterade den 9 januari 1961 på plats 22 på albumlistan The Billboard Top LP's i USA, som vid tiden omfattade 25 album. Den 13 februari 1961, efter sex veckor på listan, nådde det plats 13, där det stannade i två veckor.Totalt låg albumet 20 veckor på listan.
På Cashbox noterades albumet första gången den 24 december 1960 på plats 45 på tidningens bästsäljarlista för monoutgåvor, som vid tiden omfattade 50 album. Den 28 januari 1961, efter sex veckor på listan, nådde det plats 25, vilket blev dess högsta position. Totalt låg albumet 14 veckor på listan. I Storbritannien nådde albumet 3:e plats den 10 juni 1961 på UK Albums Chart, och det låg 25 veckor på listan. Strax efter Elvis död 1977 placerade sig albumet på 7:e plats på Billboards lista för countryalbum.

### Senare utgåvor av albumet
År 1976 återutgav RCA albumet i sin lågprisserie Pure Gold, med ett nytt omslag och ett nytt katalognummer (ANL1-1319). Återutgivningen innehöll samma låtar som originalutgåvan från 1960 (LSP-2328). År 1981 återutgavs albumet i RCA:s Best Buy-serie, med 1976 års omslag och ännu ett nytt katalognummer (AYL1-3935). RCA gav ut albumet på CD för första gången i augusti 1988, och det hade då utökats med "It Is No Secret (What God Can Do)", "You'll Never Walk Alone" och "Who Am I?".
I december 2006 släpptes en dubbel-CD på samlaretiketten Follow That Dream (FTD), innehållande originalalbumet och de två övriga låtar som spelades in vid samma tillfälle – "Surrender" och "Crying in the Chapel" – samt ett stort antal alternativa tagningar. I mars 2008 släpptes en remastrad version av albumet på CD. Denna utgåva innehöll utöver originalalbumets tolv låtar också de fyra låtarna från Peace in the Valley-EP:n: "(There'll Be) Peace in the Valley (For Me)", "It Is No Secret", "I Believe" och "Take My Hand, Precious Lord".
Låtarna från His Hand in Mine har också ingått i flera andra samlingsalbum, ofta tillsammans med spår från de andra gospelalbumen. The Definitive Gospel Album från 1987 var en dubbel-LP (också utgiven i en förkortad version på CD) som gavs ut i Europa och samlade många av gospellåtarna. Den innehöll nio av låtarna från His Hand in Mine, fem spår vardera från How Great Thou Art (1967) och He Touched Me (1972) samt låtar från Peace in the Valley-EP:n (också utgivna på samlingsalbumet You'll Never Walk Alone) och några liveinspelningar. Amazing Grace: His Greatest Sacred Performances, som utkom i juli 1994, var en dubbel-CD med samtliga låtar från Elvis tre gospelalbum, tillsammans med ytterligare studio- och liveinspelningar. På dubbel-CD:n The Elvis Presley Collection – Gospel från 1998 ingick alla tolv spåren från His Hand in Mine, tillsammans med många av låtarna från de två senare gospelalbumen. På Peace in the Valley: The Complete Gospel Recordings – en CD-box från år 2000 med tre CD:ar – ingick alla låtarna från His Hand in Mine på CD 1, tillsammans med ytterligare spår från Elvis gospelrepertoar.

### Skivomslaget
Omslaget till Elvis Presleys gospelalbum His Hand in Mine visar honom sittande vid ett vitt piano. Han är iklädd vit skjorta, slips och mörk kavaj. Hans ansiktsuttryck är allvarligt och högstämt, och tillsammans med omgivningen ger bilden intrycket av att vara tagen i en kyrka, med Elvis vid en kyrkoflygel. Fotot togs av fotografen Don Cravens den 25 augusti 1960 på uppdrag av Tom Parker under en paus i inspelningen av filmen Flaming Star.

## Mottagande
Albumet fick ett överlag positivt mottagande. I Billboard Magazine noterades att Elvis Presley med denna gospelskiva befann sig i en för honom ny miljö, där han framförde låtarna med en varm och vördnadsfull känsla, djupt inifrån. Man lyfte särskilt fram den innerliga "His Hand in Mine" och den rytmiska "I'm Gonna Walk Dem Golden Stairs", och menade dessutom att omslagsbilden med Elvis vid pianot var ett blickfång. I Cashbox Magazine framhölls att Elvis Presley även denna gång – liksom på sin Peace in the Valley-EP – visade en djup vördnad för religiös musik. Hans framförande av sånger som "In My Father's House", "I Believe in the Man in the Sky", "Joshua Fit the Battle" och "If We Never Meet Again" beskrevs som ödmjukt och genuint ärligt. Journalisten och musikrecensenten William D. Laffler på Kingsport Times-News slog fast att "den verklige Elvis Presley träder fram ur framgångens fantasivärld som en ren och mycket respektabel person" – att skivbolaget RCA rapporterade att His Hand in Mine väckt ett enormt intresse, något som tydde på att han nådde "långt fler än bara de unga".
Även i senare recensioner har albumet fått ett positivt mottagande. I The New Rolling Stone Record Guide skrev musikkritikern Dave Marsh att Elvis Presleys sånginsatser är sublima och innerliga och visar att han var en djupt religiös man. Den brittiske författaren och musikskribenten Paul Simpson skrev i The Rough Guide to Elvis att albumet kom som en överraskning för fansen. Enligt Simpson bestod det av musik som Elvis Presley kände djupt för, och på vissa låtar med enkla arrangemang fungerade hans då återhållsamma sångstil utmärkt, medan det svängde härligt på andra spår. Den kanadensiske musikjournalisten Darryl Sterdan, verksam på musikplattformen Tinnitist, beskrev den utökade cd-utgåvan som "gospeln enligt Elvis", där han sjunger med uppriktighet och känsla, uppbackad av The Jordanaires och ett smakfullt återhållsamt kompband som ibland får det att rocka.
Musikjournalisten och rockkritikern David McGee, verksam på Rolling Stone, ansåg att albumet vittnar om Elvis djupa, orubbliga Gudstro och att det i sitt "sparsamma arrangemang och sin bländande kvartettsång" påminner om den musik Elvis upplevde som barn i den lokala kyrkan. Han menade vidare att Elvis – som "med viss rätt kan anses vara den främste vita gospelsångaren under sin tid" – uppvisar några av sina främsta gospelinsatser på låtar som "Working on the Building" och "In My Father's House". Musikskribenten Shane Brown ansåg att Elvis briljerar genom hela albumet, oavsett om det är på en bluesfärgad ballad som "Milky White Way" eller på en spiritual som "Joshua Fit the Battle" eller "Swing Down Sweet Chariot". Han gav albumet nio av tio i betyg.
I Allmusic skrev den amerikanske musikjournalisten John Bush att de kritiker som på sin tid ifrågasatte om Elvis Presleys gospelalbum var ett uttryck för omvändelse eller kommersiellt tänkande inte insåg att han var en kulturell kameleont som fritt rörde sig mellan rock, pop och gospel utan att se några motsägelser. Elvis hade tagit in influenser från många håll och var dessutom, redan som tonåring, känd för Jake Hess och The Statesmen som en entusiastisk åskådare som ofta ställde frågor om sångteknik. Bush framhöll Elvis som "en av de största gospelsångarna någonsin ... energisk ... med en sällsynt kontroll och precision som få rocksångare behärskade". Han berömde även hans högtenor, som kunde vara både ömsint och lekfull, och beskrev His Hand in Mine som "inte bara ett av Elvis bästa album, utan också en av de mest lyckade – och bäst inspelade – gospelsessionerna genom alla tider."

## Försäljning
His Hand in Mine blev ett album som sålde jämnt och stadigt under lång tid. Den 9 april 1969 certifierades det guld av Recording Industry Association of America (RIAA) och den 27 mars 1992 platina, för försäljning av över en miljon exemplar i USA.

## Låtlistor
His Hand in Mine

### 1960, originalutgåva LP
| 1. | His Hand in Mine                                                                     | Mosie Lister   | 30 oktober 1960 | 3:12 |
| 2. | I'm Gonna Walk Dem Golden Stairs                                                     | Cully Holt     | 31 oktober 1960 | 1:49 |
| 3. | In My Father's House (Are Many Mansions) (Arrangerad och bearbetad av Elvis Presley) | Aileene Hanks  | 31 oktober 1960 | 2:00 |
| 4. | Milky White Way (Arrangerad och bearbetad av Elvis Presley)                          | Lander Coleman | 30 oktober 1960 | 2:10 |
| 5. | Known Only to Him                                                                    | Stuart Hamblen | 31 oktober 1960 | 2:05 |
| 6. | I Believe in the Man in the Sky                                                      | Richard Howard | 30 oktober 1960 | 2:08 |

| 1.           | Joshua Fit the Battle (Arrangerad och bearbetad av Elvis Presley)    | Traditionell                      | 31 oktober 1960 | 2:37  |
| 2.           | He Knows Just What I Need                                            | Mosie Lister                      | 30 oktober 1960 | 2:08  |
| 3.           | Swing Down Sweet Chariot (Arrangerad och bearbetad av Elvis Presley) | Traditionell                      | 31 oktober 1960 | 2:29  |
| 4.           | Mansion Over the Hilltop                                             | Ira Stanphill                     | 31 oktober 1960 | 2:53  |
| 5.           | If We Never Meet Again                                               | Albert E. Brumley                 | 31 oktober 1960 | 1:55  |
| 6.           | Working on the Building                                              | Winifred O. Hoyle, Lillian Bowles | 31 oktober 1960 | 1:49  |
| Total längd: | Total längd:                                                         | Total längd:                      | Total längd:    | 27:46 |

### 1988, CD-utgåva med bonusspår
| 1.           | Spåren 1–12 är desamma som på originalutgåvan. |                                    |                   |       |
| 13.          | It Is No Secret (What God Can Do)              | Stuart Hamblen                     | 19 januari 1957   | 3:54  |
| 14.          | You'll Never Walk Alone                        | Richard Rodgers, Oscar Hammerstein | 11 september 1967 | 3:19  |
| 15.          | Who Am I?                                      | Rusty Goodman                      | 22 februari 1969  | 3:20  |
| Total längd: | Total längd:                                   | Total längd:                       | Total längd:      | 37:48 |

### 2006, FTD-utgåva
| 1.           | His Hand in Mine                                   | 3:17  |
| 2.           | I'm Gonna Walk Dem Golden Stairs                   | 1:52  |
| 3.           | In My Father's House (Are Many Mansions)           | 2:06  |
| 4.           | Milky White Way                                    | 2:15  |
| 5.           | Known Only to Him                                  | 2:09  |
| 6.           | I Believe in the Man in the Sky The Album – Side 2 | 2:14  |
| 7.           | Joshua Fit the Battle                              | 2:40  |
| 8.           | He Knows What I Need                               | 2:13  |
| 9.           | Swing Down Sweet Chariot                           | 2:33  |
| 10.          | Mansion Over the Hilltop                           | 2:57  |
| 11.          | If We Never Meet Again                             | 1:59  |
| 12.          | Working on the Building The Singles                | 1:54  |
| 13.          | Surrender                                          | 1:55  |
| 14.          | Crying in the Chapel First Takes                   | 2:27  |
| 15.          | His Hand in Mine (take 1)                          | 3:41  |
| 16.          | I'm Gonna Walk Dem Golden Stairs (take 1)          | 1:59  |
| 17.          | Milky White Way (takes 1, 2, 3)                    | 3:05  |
| 18.          | Known Only to Him (takes 1, 2)                     | 2:26  |
| 19.          | I Believe in the Man in the Sky (take 1)           | 2:27  |
| 20.          | Joshua Fit the Battle (take 1)                     | 2:52  |
| 21.          | He Knows Just What I Need (take 1)                 | 2:02  |
| 22.          | Mansion Over the Hilltop (takes 2, 1)              | 4:04  |
| 23.          | If We Never Meet Again (take 1)                    | 2:02  |
| 24.          | Working on the Building (take 1)                   | 2:01  |
| 25.          | Surrender (take 1)                                 | 2:01  |
| Total längd: | Total längd:                                       | 61:11 |

| 1.           | Milky White Way (takes 4, 6, 5)                             | 3:27  |
| 2.           | His Hand in Mine (takes 2, 3)                               | 2:05  |
| 3.           | His Hand in Mine (take 4)                                   | 3:39  |
| 4.           | His Hand in Mine (take 5)                                   | 3:23  |
| 5.           | I Believe in the Man in the Sky (takes 2, 3, 4)             | 4:02  |
| 6.           | He Knows Just What I Need (takes 2, 3, 4)                   | 3:46  |
| 7.           | He Knows Just What I Need (takes 5, 6, 7)                   | 3:43  |
| 8.           | He Knows Just What I Need (take 8)                          | 2:20  |
| 9.           | Surrender (take 2)                                          | 2:00  |
| 10.          | Surrender (takes 3, 5, 6)                                   | 3:33  |
| 11.          | Surrender (take 7)                                          | 1:46  |
| 12.          | Surrender (takes 8, 9)                                      | 2:38  |
| 13.          | Surrender (WP takes 2/1, 3, 4, 5, 6, 7)                     | 4:32  |
| 14.          | In My Father's House (Are Many Mansions) (takes 1, 2, 3, 4) | 3:07  |
| 15.          | In My Father's House (Are Many Mansions) (takes 5, 6)       | 1:47  |
| 16.          | In My Father's House (Are Many Mansions) (take 7)           | 2:19  |
| 17.          | Joshua Fit the Battle (take 2)                              | 2:56  |
| 18.          | Joshua Fit the Battle (take 3)                              | 2:00  |
| 19.          | Swing Down Sweet Chariot (take 1)                           | 2:48  |
| 20.          | Swing Down Sweet Chariot (takes 2, 3)                       | 2:58  |
| 21.          | I'm Gonna Walk Dem Golden Stairs (takes 2, 3)               | 2:34  |
| 22.          | I'm Gonna Walk Dem Golden Stairs (take 4)                   | 2:12  |
| 23.          | I'm Gonna Walk Dem Golden Stairs (take 5)                   | 2:05  |
| 24.          | Known Only to Him (takes 3, 4, 5)                           | 3:46  |
| 25.          | Crying in the Chapel (take 1)                               | 1:35  |
| 26.          | Crying in the Chapel (takes 2, 3-M)                         | 3:16  |
| 27.          | Working on the Building (take 2)                            | 2:17  |
| 28.          | Working on the Building (takes 3, 4)                        | 2:26  |
| Total längd: | Total längd:                                                | 79:00 |

### 2008, CD-utgåva med bonusspår
| 1.           | Spåren 1–12 är desamma som på originalutgåvan. |                                                     |                 |       |
| 13.          | (There'll Be) Peace in the Valley (For Me)     | Thomas A. Dorsey                                    | 13 januari 1957 | 3:23  |
| 14.          | It's No Secret (What God Can Do)               | Stuart Hamblen                                      | 19 januari 1957 | 3:56  |
| 15.          | I Believe                                      | Ervin Drake, Irvin Graham, Jimmy Shirl, Al Stillman | 12 januari 1957 | 2:06  |
| 16.          | Take My Hand, Precious Lord                    | Thomas A. Dorsey                                    | 13 januari 1957 | 3:17  |
| Total längd: | Total längd:                                   | Total längd:                                        | Total längd:    | 40:48 |

## Medverkande
Uppgifterna, hämtade från Keith Flynn och Ernst Jørgensen, avser inspelningar gjorda i RCA:s studio B i Nashville, Tennessee, den 30–31 oktober 1960.

- Elvis Presley – sång; kompgitarr (dock hade han två veckor för sessionen brutit ett finger och var bandagerad och kan därför knappast ha spelat något instrument).
- Scotty Moore – gitarr.
- Hank Garland – gitarr.
- Bob Moore – ståbas.
- D. J. Fontana – trummor.
- Murrey "Buddy" Harman – trummor.
- Floyd Cramer – flygel.
- Homer "Boots" Randolph – saxofon.
- The Jordanaires (Gordon Stoker, Neal Matthews, Hoyt Hawkins och Ray Walker) – bakgrundssång.
- Millie Kirkham – bakgrundssång
- Charlie Hodge – bakgrundssång; stämsång på "His Hand In Mine", "I Believe in the Man in the Sky" och "He Knows Just What I Need".
- Steve Sholes – producent.
- Bill Porter – ljudtekniker.

## Certifikat

## Topplistor
|  |

|  |

|  |

|  |

| Lista (1961)                     | Högsta position |
| Storbritannien (UK Albums Chart) | 3               |
| USA Billboard Top LP's           | 13              |
| USA Cash Box Top 50 Albums       | 25              |

| Område     | Certifiering | Försäljning |
| USA (RIAA) | platina      | 1 000       |